# جيمس إم. رينولدز
جيمس إم. رينولدز هو فلاح وسياسي أمريكي، ولد في 17 فبراير 1830، وتوفي في 19 أبريل 1899. نشط حزبياً في الحزب الديمقراطي. وقد انتخب عضو جمعية ولاية ويسكونسن ‏ وانتخب عضو مجلس نواب كنساس ‏.